# Myint Swe
Myint Swe (in birmano: မြင့်ဆွေ; Mandalay, 24 giugno 1951 – Naypyidaw, 7 agosto 2025) è stato un generale e politico birmano, che ricoprì la carica di presidente del Myanmar ad interim dal 1º febbraio 2021 al 22 luglio 2024; inoltre, dal 30 marzo 2016 alla sua morte, ricoprì la carica di Primo vicepresidente.

## Biografia
In precedenza già ricoprì la carica di Presidente ad interim del Myanmar dopo le dimissioni del Presidente Htin Kyaw il 21 marzo 2018. Ricoprì inoltre la carica di Primo ministro della Regione di Yangon dal 30 marzo 2011 al 30 marzo 2016. 
Fu un ex ufficiale militare di etnia Mon dell'Esercito del Myanmar con il grado di tenente generale.
È morto, in seguito a complicazioni fisiche precedenti, il 7 agosto 2025